# Thiel
Thiel er et tysk efternavn.
Kendte personer med dette efternavn omfatter:
- Frank Thiel (født 1970), dansk skuespiller
- Casper Thiel (født 1992), dansk håndboldspiller